# Mihai Chirilov
Mihai Cristian Chirilov (Tulcea, 8 dicembre 1971) è un critico cinematografico rumeno, direttore artistico del Transilvania International Film Festival (TIFF).

## Biografia
Mihai Chirilov è nato a Tulcea (Romania) l'8 dicembre 1971. Ha cominciato l'attività di critico cinematografico scrivendo per la rivista Dilema. Ha inoltre pubblicato recensioni e scritti sul mensile ProCinema, dove è diventato presto vice-direttore.
Nel 2002 - insieme al regista e sceneggiatore Tudor Giurgiu - fonda il Transilvania International Film Festival (TIFF), uno dei più importanti eventi culturali della Romania.

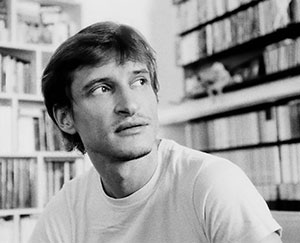
Mihai at TIFF

Ha fondato il mensile di cultura alternativa Re:publik - che si occupa di film, musica e cultura urbana (pubblicato dal 2005 al 2008). Ha gestito la sezione dedicata al cinema della rivista Cosmopolitan. Ha inoltre lavorato per la rivista HBO magazine, Observator Cultural, Dilema Veche.
Dal 2006-attraverso una collaborazione tra il Transilvania International Film Festival, ICR New York e il Tribeca Film Festival-organizza e dirige il Festival del Cinema Romeno a New Nork, presso il Tribeca Cinemas. Il festival presenta una selezione annuale della migliore produzione cinematografica romena (lungometraggi e cortometraggi), oltre ad organizzare incontri tra pubblico e personalità del cinema.
Nel 2011, alla sua sesta edizione, il festival di cinema romeno a New York, si trasferisce dal Tribeca Cinemas al Lincoln Center, iniziando una collaborazione con la Film Society del Lincoln Center.
Sempre nel 2011 Chirilov è curatore di una rassegna sul cinema romeno presso il Jacob Burns Film Center (Pleasantville, New York).
Nel 2012 è co-organizzatore della retrospettiva sul regista Lucian Pintilie presentata al Museum of Modern Art di New York. In occasione di questo evento, Chirilov cura la pubblicazione di una broshure sulla carriera del regista, contenente un'intervista che Lucian Pintilie ha rilasciato a Chirilov poco prima della retrospettiva.
Nel 2012 appare in un cameo nel nuovo film diretto da Tudor Giurgiu Of Snails and Men, accanto a Valeria Seciu e Dorel Visan.
È stato membro di giuria in vari festival internazionali, tra i quali il festival di Berlino, Chicago, Göteborg, Hong Kong, Karlovy Vary, Mosca, San Francisco, Palm Spring, Morelia, Milano.
Ha tradotto dall'inglese al rumeno diverse opere dello scrittore statunitense Chuck Palahniuk (Fight Club), pubblicato in Romania dalla casa editrice Polirom.
Ha inoltre scritto un libro su Lars von Trier - Lars von Trier: filmele, femeile, fantomele (Ed. Idea Design & Print 2004) - in collaborazione con il critico Alex. Leo Șerban e Ștefan Bălan.
Alcuni dei suoi saggi sono stati pubblicati in antologie.